# Херсонский железнодорожный вокзал
Херсонский железнодорожный вокзал (укр. Херсонський залізничний вокзал) был возведён в 1907 году.

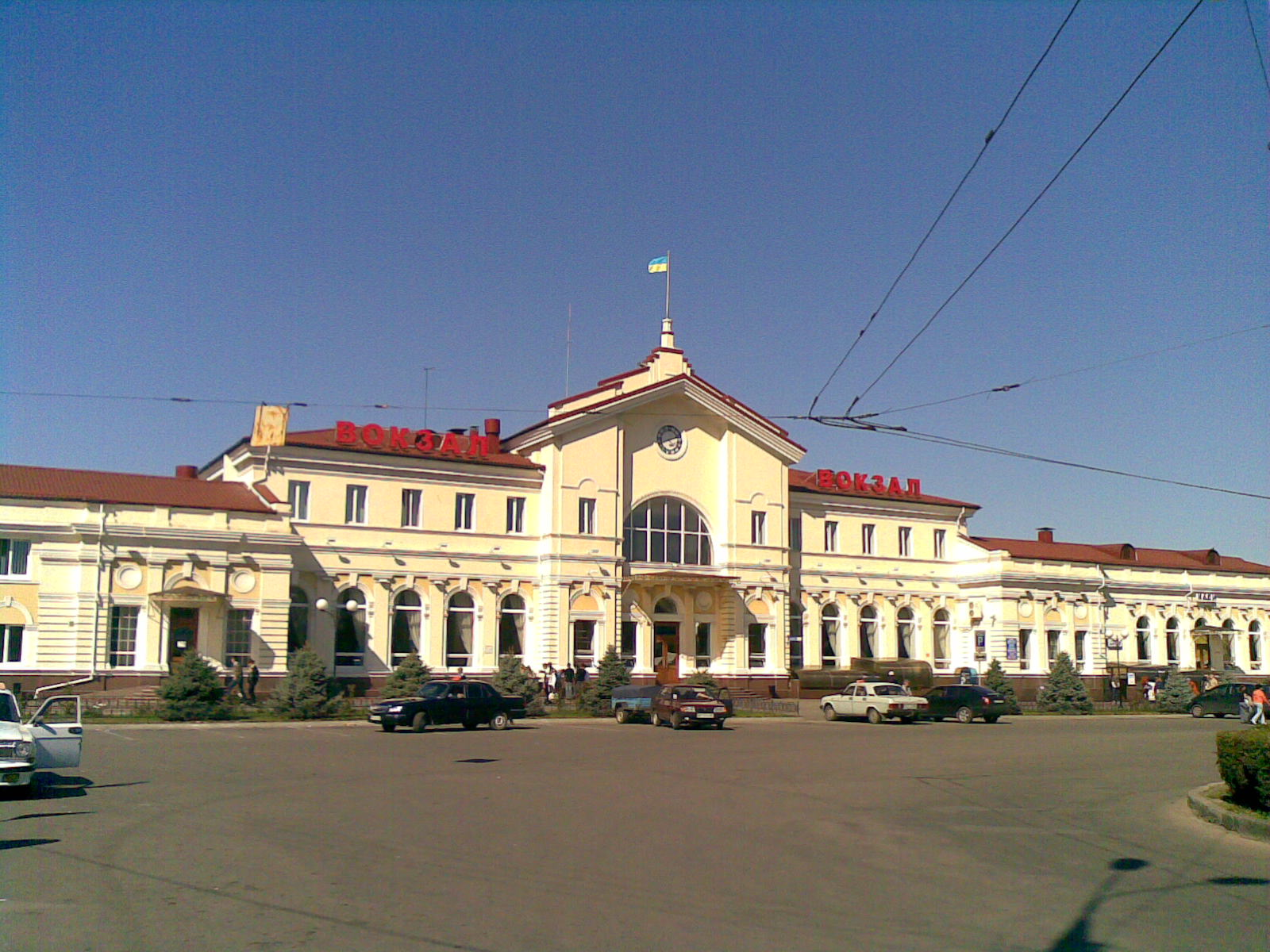

## История
Первое железнодорожное сообщение было открыто 16 октября 1907 года с Николаевым. Однако через месяц работы — 28 ноября — в поезде, везущем новобранцев из Николаева в Херсон, был замечен красный флаг. Этот инцидент обеспокоил местные власти, и в начале 1909 года линию Херсон — Николаев перевели на чрезвычайное положение.
Во время Великой Отечественной войны железнодорожные пути были уничтожены. Сообщение было возобновлено только 4 февраля 1957 года, и уже к 1967 году Херсонское отделение перешло на тепловозную тягу. На сегодняшний день[когда?] грузооборот составляет 12 млн тонн в год. Каждый год через вокзал проходит около 1,5 млн пассажиров.

## Привокзальная площадь
Еще в 1950-х годах площадь перед вокзалом представляла собой только пустырь, теперь же её можно считать центром города. В начале 1970-х проезжая часть перед зданием вокзала была реконструирована.
На 225 годовщину города здание вокзала было фундаментально отреставрировано. В итоге на сегодняшний день оно выглядит в точности как 100 лет назад. Об этом свидетельствуют старые фотографии.